# Ostatni żywy bandyta
Ostatni żywy bandyta – amerykański western z 1993 roku.

## Główne role
- Mickey Rourke - Graff
- Dermot Mulroney - Eustis
- Ted Levine - Potts
- John C. McGinley - Wills
- Steve Buscemi - Philo
- Keith David - Lovecraft
- Daniel Quinn - Loomis
- Gavan O’Herlihy - Szeryf Sharp
- Richard Fancy - Banker McClintock

## Fabuła
Podczas wojny secesyjnej pułkownik Graff walczy po stronie konfederatów. Kiedy wojna się kończy Graff tworzy i kieruje gangiem, który napada na banki Jankesów z północy. Jeden z napadów, na skutek zdrady, nie udaje się, a Graff zostaje ranny i porzucony przez kolegów. Od tej pory staje po stronie prawa i ściga swoich dawnych kumpli.